# Maurílio Delmont
Maurílio Delmont Ribeiro (Imperatriz, 15 de fevereiro de 1993 – Goiânia, 29 de dezembro de 2021) foi um cantor, compositor, multi-instrumentista, produtor musical e arranjador brasileiro, mais conhecido por ter feito parte da dupla Luíza & Maurílio.
Iniciou sua carreira em 2016, ao formar a dupla Luíza & Maurílio com Luiza Martins no Maranhão. Durante seis anos de carreira, os músicos produziram quatro álbuns e hits como "S de Saudade", "Parabéns por Me Perder", "Pode Sumir" e "Furando o Sinal". Em 2021, Maurílio morreu, o que fez com que a carreira da dupla fosse precocemente interrompida.

## Biografia
Filho de Odaisa Delmont, Maurílio nasceu em Imperatriz, onde passou a maior parte da sua vida. Na vida adulta, chegou a ingressar no curso de Ciências Contábeis, mas o abandonou com a popularidade da dupla.
O cantor era torcedor do Flamengo.

## Carreira

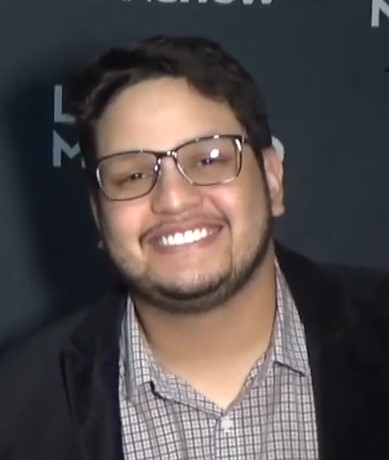
Maurílio em 2017.

Ao passar férias em Imperatriz no ano de 2016, Luiza Martins conheceu Maurílio Delmont. Os dois cantaram juntos pela primeira vez quando Luíza chamou Maurílio para subir no palco em uma festa de uma amiga durante um karaokê. Um vídeo dos dois cantando uma música de Marília Mendonça viralizou regionalmente e, assim, os músicos receberam os primeiros convites de shows no sudoeste do Maranhão. Em 2018, a dupla ganhou notoriedade nacional e lançou Segunda Dose, projeto que projetou os músicos com músicas como "Licença Aí" e "Furando o Sinal". Nos anos seguintes, a dupla expandiu a sua notoriedade com o single "S de Saudade".
Em 2020, Luíza & Maurílio lançaram seu último trabalho de inéditas, Ensaio Acústico 2. O projeto ficou marcado pelas músicas "Pode Sumir", "Inamorável" e "Razão das Minhas Biritas", com produção musical de Maurílio, Luiza e Wisley Fellipe. Já durante o ano de 2021, os músicos trabalharam com singles como "Para em Mim de Novo" (com Dilsinho) e participações com outros artistas.

## Morte
No dia 15 de dezembro de 2021, Maurílio foi internado no Hospital Jardim América, em Goiânia, após passar mal durante a gravação de um DVD. Seu quadro evoluiu para choque séptico em 28 de dezembro de 2021, sendo reforçados os medicamentos e cuidados para o suporte à vida. Um dia depois, o cantor morreu em Goiânia de tromboembolia pulmonar, que evoluiu para falência múltipla de órgãos.
O velório de Delmont ocorreu na Câmara dos Vereadores de Imperatriz em 30 de dezembro de 2021, com a presença de familiares, amigos, além de Luiza Martins. O velório também foi aberto para visitação do público. O corpo do cantor foi enterrado no Cemitério São João Batista, em Imperatriz.
Em 2023, Luiza Martins estreou carreira solo e lançou o álbum Continua, com inéditas autorais e regravações de Luíza & Maurílio. A cantora trouxe a música "Continua", que foi uma homenagem a Maurílio. Em entrevista ao Gshow, ela disse que era "uma música que ele gostava muito, a gente tinha gravado, mas não lançou. Foi a única música que ele colocou a primeira voz. Ele merece todas as homenagens do mundo".

## Vida pessoal

### Relacionamentos
Maurílio desenvolveu um relacionamento de longa data com a veterinária Luana Ramos. Os dois moravam juntos em Goiânia.

### Posições políticas
Apesar de fazer parte de uma dupla sertaneja notável, Maurílio Delmont era conhecido por manter um perfil mais discreto e, assim como Luiza Martins, evitava temas como política. No entanto, na eleição presidencial no Brasil em 2018, se posicionou contra Jair Bolsonaro. Na época, ele publicou uma imagem no Instagram com o texto: "O Nordeste é maior do que qualquer preconceito".

### Saúde
Em 2019, Maurílio teria sido supostamente diagnosticado com trombose venosa profunda e obrigado a cancelar agendas de shows para tratamento. Mais tarde, seu médico Wandervan Azevedo afirmou que o cantor na época teve apenas uma suspeita de trombose. A suspeita de Delmont era motivada pelo seu histórico familiar e por acidente de moto vivido em meados de 2013. Em entrevista ao Terra, Wandervan disse:

O Maurílio, há 8 anos, teve um acidente de moto, ficou acamado por um bom tempo, no Maranhão ainda, e depois disso ele sempre veio acompanhando esses problemas dele e o medo dele era de ter tido uma trombose por ter ficado acamado muito tempo, apesar de todos os médicos terem falado que corria o risco de ter uma trombose. No dia que ele viajou e passou mal, ele fez um exame para ver se tinha trombose ou não e deu negativo.